# Technopark (stacja metra)
Technopark (ros. Технопарк) – stacja moskiewskiego metra linii Zamoskworieckiej położona na istniejącym odcinku Awtozawodzkaja – Kołomenskaja w pobliżu mostu Nagatinskij (Нагатинский метромост). Konstrukcją ma przypominać stację Wychino.

## Historia
Podczas budowy linii nie było potrzeby lokowania stacji w tym miejscu. Zmieniło się to na początku nowego wieku, wraz z budową Technoparku Nagatino i-Land (obejmującego centrum biznesowe, hotel, centrum handlowe i rozrywkowe). Terminy rozpoczęcia budowy stacji i jej oddania były już wielokrotnie przesuwane, stację ostatecznie otwarto 28 grudnia 2015 roku.